# Tenma Shibuya
Tenma Shibuya (Nome Japonês: 渋谷 天馬 / Nome chinês: 澀谷天馬, Segu Tianma) é um ator, dançarino clássico e ativista de intercâmbio cultural.
Começa a sua carreira em 1993 depois de regressar dos Estados Unidos, onde frequentou a Universidade, com vários trabalhos e participações em filmes, palcos e novelas no Japão. 
Em 2006, Shibuya aos 36 anos de idade, visita a China pela primeira vez, impulsionando assim o começo da sua experiência de trabalho na China.
Em 2008, Shibuya representou o papel de Coronel Sato, um impressionante vilão em Yip Man(Ip Man), um filme de HongKong Kung-fu que ganhou o prêmio de melhor filme no 28º Hong Kong Film Awards.Em 2010, ele apareceu em The Flowers of War (dirigido por Zhang Yimou, elenco: Christian Bale).
Em 2011 protagoniza em Borrow Gun uma das melhores novelas do ano, com o papel de Kato, um personagem que lhe ganhou um reconhecimento e fama instantâneo na China. Em 2014 Shibuya aparece em "KANO", filme número 1 na história de bilheteiras de Taiwan.
Em 2017, entrou no drama televisivo Russo "Sorge". Em 2018, a China, os Estados Unidos e Coreia do Sul unem forcas no filme Air strike (Diretor de Arte: Mel Gibson, Elenco: Bruce Willis, Liu Ye, Adrien Brody, Song Seung-heon etc.)  Shibuya desempenha o papel de piloto caça, sendo o único  personagem principal Japonês no filme.
Representou vários personagens de vilões de soldados Japanese em filmes de época Chineses durante os anos de guerra e conflito entre a China e o Japão.
Até 2018, Shibuya participou em mais de 100 produções no Japão, China, Hong Kong, Taiwan e Estados Unidos,  incluindo filmes, novelas e trabalhos de palco. Todos estes trabalhos contribuíram assim para a notoriedade com que é reconhecido hoje em dia, especialmente na Asia em países de língua Chinesa.
Para além da sua carreira artística como ator, Shibuya é também dançarino clássico japonês e compositor à mais de 20 anos. E por mais de 25 anos Shibuya tem contribuído os seus serviços e tempo como voluntário em actividades de intercâmbio cultural.
O seu trabalho como voluntário começou nos Estados Unidos onde trabalhou como professor de Japonês em escolas secundárias em Eugene, OR. Em 2009, Shibuya funda a Promoção de Intercâmbio Cultural Japão-China, uma organização sem fins lucrativos baseada em Tóquio, que pretende promover o intercâmbio cultural entre o Japão e a China. E até hoje se mantém como o diretor geral da organização.

## Carreia em entretenimento
Shibuya começou a sua carreira como ator em 1993, e determinado a se tornar um actor global, acha importante começar primeiro com trabalhos no Japão de forma a acumular experiência, esperando então uma oportunidade de entrar depois em outros mercados. Focado neste futuro, Shibuya arranja diversas formas de desenvolver as suas capacidades e conhecimentos artísticos. Assim, para além de atuações diárias, Shibuya desenvolve também as suas capacidades com aulas de method acting ensinadas pelo professor Yoko Narahashi, que mais tarde se vem a tornar uma figura de destaque na indústria cinemática Japonesa nos United Performers Studio associados com o NY Actors Studio (method acting vem mais tarde a tornar-se o presente estilo de performance de Shibuya); aulas de atuação cinematográfica em Eizoujuku, uma universidade cinematográfica profissional fundada por Genju Nakamura, director de mais de 40 filmes; aulas de dança clássica Japonesa com Nishikawa Kazuma, o mestre da escola Nishikawa; treino vocal na AK MUSIC com especialização em ópera, chanson e música pop. Shibuya atua ainda em várias curtas, filmes independentes, e faz algumas performances como convidado especial em alguns filmes, tudo isso vem desenvolver as suas capacidades e familiarizá-lo com diferentes métodos e tipos de performance. Entretanto, Shibuya participa também na produção de alguns filmes, chegando até a cantar e tocar canções originais. Shibuya vê cada dia como uma nova oportunidade de crescer e valorizar a sua arte.
Shibuya faz a sua estreia em Sadistic Song (1995), um filme dirigido por Genji Nakamura.
Em 1997 surgem oportunidades de teatro para Shibuya. Em Março, ele participa em Bolero, uma performance coreografada por Maurice Béjart e dirigida por Shiro Mizoshita de Tokyo Ballet, numa companhia de dança apresentada no Tokyo Culture Hall. Em Julho, entra em Princesa Saio, como personagem e também como dançarino de folclore. Em Agosto ainda, trabalha como director assistente em Annie Get Your Gun, um famoso Musical de Broadway, no Teatro Nagoya Chinichi.
No ano seguinte tem oportunidade de trabalhar com um famoso director de teatro, ele passa a audição e passa a fazer parte da família Capuleto em Romeo e Julieta, dirigido por Yukio Ninagawa. Mesmo assim decide retomar a sua carreira cinematográfica.
Em 2001, Shibuya consegue um papel em Agitator, um filme de Takashi Miike, prolífico cineasta. O seu papel de membro da Mafia, vem apoiar o papel do protagonista interpretado por Naoto Takenaka. Durante este período, Shibuya consegue apenas representar papéis secundários como por exemplo detective, ganster, médico, ou advogado. Shibuya tem a sua primeira experiência em cinema de animação com Appleseed. Onde grava 4 personagens que apenas mais tarde são processadas para animação pela técnica “motion capture”. Um filme realizado por Shinji Aramaki, e lançado mundialmente em 2004.
Shibuya fez planos de começar a atuar na China, mas dificuldades linguísticas detêm-no. Depois de aprender mandarim durante seis meses em BCLU (Beijing Language and Culture University), consegue então começar oficialmente a sua carreira no mundo de entretenimento na China.
Estreia-se na sua primeira novela Chinesa Caoyuanchunlaizao, no papel de Shouji Kanai baseado na verídica de uma personagem histórica em 2006. No ano seguinte, co-protagoniza no seu primeiro filme na China, Feihuduidiezhan, realizado por Li Shu. Feihuduidiezhan, foi o filme com mais tempo de antena no canal CCTV-6, visto ter sido o filme que foi ao ar mais neste canal de destaque Chinês. Mesmo ainda sendo uma nova cara para a audiência chinesa, isso não impede Shibuya de ser rapidamente reconhecido na indústria pelas suas atuações.  Depois do seu reconhecimento, foi convidado a participar no ano seguinte num novo show pelo mesmo director, o que de novo lhe vem oferecer futuras oportunidades. Shibuya fica grato a todos os seus colegas pelo suporte que lhe fora oferecido.
Em 2008, entra em Yip Man, um filme de Kung-fu de Wilson Yip, que veio depois a ganhar o prémio no 28º Hong Kong Film Festival Awards. No papel de Coronel Sato, um vilão astuto e com sangue-frio, ganha reconhecimento entre os seus colegas, profissionais, e também do público. De facto, o director Wilson, notando a reação do público ao filme avisa-o entre tom de piada a se manter afastado de palcos de teatro.
Shibuya recebe uma oferta para aparecer no seu primeira novela de época, Yangguifeimishi em 2009. Realizada por You Xiaogang, protagonizando Yin Tao e Anthony Wong. Esta novela vem mostrar a China durante a Dinastia Tang. A representação de Shibuya consegue fascinar milhares de pessoas na China, mesmo sendo estrangeiro, o que vem determinar assim o sucesso do seu papel.
Em 2010, Shibuya aceita o papel de protagonista Shenhe, Minetsugu Yoshida, um ornitologista que veio para o lago Zhalong na procura de dois baús perdidos do Japão. Todo o filme foi filmado em Qiqihaer, uma cidade no Noroeste da China que durante filmagens apresentou temperaturas que chegaram a atingir os -30 °C.
A sua próxima novela , Jieqiang, foi não só aclamada pela crítica como também pelo público, sendo considerada um sucesso comercial. No papel de Kato Keiji, um antagonista emocional e astuto, Shibuya foi aclamado por críticos como um fascinante malévolo. [13] A novela bateu todos os recordes de bilheteira na história de televisão Chinesa. Participar em trabalhos como Yip Man e Jiequang, certamente fez com que Shibuya seja hoje em dia um dos mais reconhecidos atores Japoneses na China. Com os seus trabalhos emitidos em outros países Shibuya ganha popularidade e reconhecimento um pouco por todo o mundo.
Em 2011, Shibuya recebe uma oportunidade de contracenar com o vencedor de um Oscar Christian Bale em Flores do Oriente (The Flowers of War), logo a seguir ao sucesso da novela, ganhando assim a atenção da media chinesa.
Com a novela Daxifa, Shibuya tem a oportunidade de protagonizar uma personagem única e complexa, WutengZhang, um mágico japonês que veio para a China com o intuito de roubar um documento de magia tradicional chinesa. Este personagem é bastante diferente de outros personagens interpretados por Shibuya até ao momento. Com o desenvolvimento da novela, o personagem evolui e adopta várias identidades, tais como, jovem honesto, formosa dançarina de Kabuki, um mágico em palco, senhora idosa, e homem de meia-idade. Este personagem traz também um grande desafio, já que Shibuya tem de usar mandarim no decorrer dos 40 episódios da novela. Apesar de todos os contratempos, imprevistos e desafios, Shibuya recebe vários elogios pela sua performance.
Em 2012 no papel de Ichiro Nakamura, coprotagonista no filme Hushed Roar, Shibuya vem de novo impressionar os seus fãs. Ichiro era uma pessoa simples, que sofria de hipoglicemia, e cujo casamento de anos estava em risco pelo receio que a sua parceira tinha de que a sua doença fosse hereditária. Este filme participou no festival de filmes de Montréal World. O personagem, emocionalmente desenvolvido, é para Shibuya uma novo desafio visto que estava habituado a papéis mais estereótipo ou até mesmo papéis mais unilaterais. Este filme requer que a sua personagem use apenas o Inglês. A produtora, sem conhecer o actor, disse-lhe que as suas representações em papéis de comédia foram o que lhe deram confiança para o convidar a participar no projeto, e que ficou muito feliz com o resultado final do mesmo.
No ano seguinte, em 2013, Shibuya entra em KANO, sendo ele o único japonês convidado na China. O filme conta a história de uma equipa de baseball do ensino secundário de Taiwan.  Umin Boya, o director, convida-o para o projeto depois de ver e ficar impressionado com a performance de Shibuya em Yip Man. Shibuya fica feliz e grato pela oferta não só pelo qualidade do guião mas também por conhecer a fama do director, que dizem ser cooperativo e receptivo no que toca a ouvir diferentes opiniões. O filme bate os recordes de bilheteira em Taiwan, e é também um sucesso no Japão, Hong Kong, e alguns outros países.
No mesmo ano ainda, Shibuya aparece em Xiao bao he Lao Cai, a sua primeira oportunidade num papel de comédia na China. Bastante ocupado com as gravações de Kano em Taiwan, ele consegue voar até Peking, China, por um dia. O papel de coronel Qing Tian, era um papel complicado, apesar de aparecer em apenas algumas cenas. O coronel Qing Tian, recolocado na China durante o final da segunda grande guerra mundial, fica cada vez mais desesperado à medida que o estado de guerra se complica. Sabendo que ia partir do seu posto no dia seguinte, ele assassina outro personagem, mudando assim o rumo da história. O papel não deu tempo suficiente para conhecer profundamente o carácter da personagem, mas Shibuya foi capaz de improvisar e representar o papel adicionando até algum humor ao mesmo. A sua representação foi elogiada pelos membros da equipe e pelo público. Apesar da sua curta duração o papel tem tanto impacto que é visto também como papel um principal.
Shibuya continua a diversificar os diferentes papéis que podia representar em novelas Chinesas, como Fenghuoshuangxiong (2013), Youchai (2015) e Tiezaishao (2015). Em Fenghuoshuangxiong, a sua personagens apaixona-se por uma rapariga Japonesa, numa história que não tem um final feliz, já que no final da novela perde o seu amor; em Youchai, o seu personagem tem uma relação com uma espiã Japonesa que causa a sua morte na procura de vingança; e em Tiezaishao o seu personagem apaixona-se por uma rapariga Chinesa que se vem mais tarde a matar. Com estas performances espectadores conseguem ver um diferente lado do ator, nas emoções que consegue criar, no cuidado e entrega que dedica aos seus personagens, o que é raro ver em papéis de soldados Japoneses.
Depois de 2015, com o reconhecimento e mérito recebido pelo seu trabalho, Shibuya tem uma maior liberdade nas suas futuras escolhas profissionais. E decide então liderar um projecto de graduação de alunos da Academia de Filme de Pequim em Wanfeng. Este projecto desperta em Shibuya o seu interesse em trabalhar com estudantes pois consegue ver a paixão, talento e dedicação dos estudantes para com a sua arte independentemente do orçamento do filme. Esse interesse dos estudantes faz com qui Shibuya queira fazer parte do projeto, não só como ator mas também como alguém que conhece o mundo e aspectos cinematográficos por trás das câmeras.
Shibuya valoriza bastante a comunicação entre realizadores e outros membros da crew, o que o leva a querer colaborar com os mesmos realizadores e vice versa, tais como Xiao Feng.  Xiao Feng e Shibuya mantêm contato, desde 2012 quando ambos trabalharam juntos em Hushed Roar. Assim quando Xiao Feng realizou Air Strike (Dahongzha), quatro anos depois ele confiou a Shibuya o único papel de protagonista Japonês. O filmo foi co-produzido por equipas Chinesas, Coreanas e de Hollywood. Os consultores deste filme incluíram Vilmos Zsigmond, Richard Anderson, e Ronald Bass, todos vencedores de Oscars em cinematografia, sons e efeitos especiais, screenplay. Além destes Mel Gibson vem ainda participar no filme como director de arte. Contando a história dos bombardeamentos em Chongquing durante a segunda grande guerra mundial, o filme protagoniza atores reconhecidos  de quatro diferentes países, Liu Ye da China, Bruce Willis e Adrien Brody dos Estados Unidos, Song Seung-heon da Coreia e Shibuya do Japão. Shibuya fez o papel de piloto de caça zero que luta contra aviões de batalha Chineses. Todas as cenas de batalha aérea de Shibuya foram filmadas num estúdio de efeitos especiais, o que desafiou e limitou um pouco as possibilidades de Shibuya. Em vez de tomar  as circunstâncias como desafios ou impedimentos Shibuya viu nelas novas possibilidades de aprender e explorar a sua arte. Dentro do cockpit, Shibuya podia apenas atuar usando as suas expressões faciais, o que significa que a sua performance dependia inteiramente da sua imaginação visto não haver ninguém com quem contracenar ou até mesmo outros objetos em estúdio. Apesar de tudo isto Shibuya recebeu bastantes elogios do público pela sua performance.
Durante o Outono de 2015 Shibuya aparece com frequência na televisão Chinesa, incluindo programas que voltaram ao ar, como cinco novelas em que ele participou (Tiezaishao, Ershisidaoguai, Jieqiang, Xuanya, Xuebao), que passaram em mais de dez canais de televisão (Anhui, Beijing, Zhejiang satellite, CCTV-8, Guizhou satellite, Xizang satellite, Shanxi satellite, Anhui satellite e Tianjin satellite). Vários fãs de novo vêm discutir e comentar os papéis que Shibuya representou, especialmente o da sua nova novela Tiezaishao. Muitos ficaram bastante comovidos pela paixão e sentimento que a sua personagem demonstra, apesar do final trágico que teve quando o próprio vem causar a morte da sua amada. A sua interpretação do personagem recebeu vários elogios pela forma subtil com que Shibuya consegue fazer a transição de complicadas emoções. As audiências ficaram bastante impressionados com a compaixão de Shibuya durante o projecto, que se vem opor aos papéis genéricos de vilão Japonês monstruoso  geralmente representado em produções Chinesas.
Tenma Shibuya também colabora com empresas como embaixador ou porta-voz.
Em Julho de 2013, participa na exposição de arte “Uma honra em conhecê-lo.”
Em Março de 2014, colabora com a marca de joías Antique, “House of Willow”. Maio de 2014, torna-se  porta-voz das Residências de Pequim da Millennium no projeto “ Estilo de Arte e Estilo de Vida de Tenma Shibuya”.
Em Abril de 2015, participa na Exposição de Pintura “Yinluchi Art District Fine Brushwork”. Julho de 2015, participa na Exposição de Pintura das Artes de Chao Hong, “Combinando o Oriente e o Ocidente” na qual chegou até a discursar. De Junho a Julho, foi porta-voz da marca de arte Africana “African Symbol.” 
Em Fevereiro de 2017, colabora com a marca de fragrâncias, RE CLASSIFIED no projeto de sua promoção, “ Tenma Shibuya Compreende a Antiga Filosofia Grega através do Perfume”.
Até 2019, Shibuya apareceu em mais de 100 filmes, novelas e trabalhos de palco, no Japão, China, Hong Kong, Taiwan, Rússia e Estados Unidos. Hoje, é reconhecido como um dos famosos atores em países de língua Chinesa, especialmente na China.

## Filmografia

### Filmes
| Ano  | Título                      | Região    | Director                      | Papel                   |
| ---- | --------------------------- | --------- | ----------------------------- | ----------------------- |
| 2019 | Lanxindajuyuan              | China     | Lou Ye                        | Lieutenant Hosoda       |
| 2019 | Shisanliesha                | China     | Li Bin                        | Kouichiro Ishihara      |
| 2018 | Air Strike                  | China     | Xiao Feng                     | Piloto Zero;Sato        |
| 2017 | Shisidadao                  | China     | Wang Qiang                    | General Kato            |
| 2016 | Geigeliyouxian              | China     | Wang Qiang                    | Jin, Dono de Casino     |
| 2015 | Imaginary Assassin          | China     | Kan Ruohan                    | Tsuji Masanobu          |
| 2014 | Kano                        | Taiwan    | Umin Boya                     | Político                |
| 2013 | Xiaoxiaofeihudui            | China     | Qian Xiaohong                 | Gangcun                 |
| 2012 | Chengchengfenghuo Juesha    | China     | Li Cai                        | Gaoqiao                 |
| 2012 | Hushed Roar                 | China     | Xiao Feng                     | Ichiro Nakamura         |
| 2011 | The Flowers of War          | China     | Zhang Yimou                   | Fuguan                  |
| 2010 | Eergunaheyouan              | China     | Yang Minghua                  | Hideo Suzuki            |
| 2010 | Tiexuejiangqiao             | China     | Zhang Yuzhong                 | Kanji Ishibashi         |
| 2010 | Shenhe                      | China     | Wang Jianwei                  | Jitian Fengci           |
| 2010 | Death and Glory in Changde  | China     | Shen Dong                     | Yiteng Sanlang          |
| 2009 | Cow                         | China     | Guan Hu                       | Terada                  |
| 2008 | Yip Man(Ip Man)             | Hong Kong | Wilson Yip                    | Coronel Sato            |
| 2008 | Feihuduidiezhan             | China     | Li Shu                        | Xiongben                |
| 2007 | Yexi                        | China     | An Lan                        | Lieutenant Tanaka       |
| 2004 | Appleseed                   | Japão     | Fumihiko Sone, Shinji Aramaki | Uranus (motion capture) |
| 2003 | Ichigonokakera              | Japão     | Shun Nakahara                 | Barman                  |
| 2002 | Agitator                    | Japão     | Takashi Miike                 | Shintani                |
| 2002 | Hiroshimayakuzasensou       | Japão     | Toru Ichikawa                 | Yakuza                  |
| 2001 | Zonbigokudou                | Japão     | Hirohisa Sasaki               | Detetive                |
| 2001 | Minaminoteiou               | Japão     | Sadaaki Hginiwa               | Trabalhador de Fábrica  |
| 2001 | Salarymanpachinkaergingtaro | Japão     | Takeshi Niizato               | Secretário              |
| 2001 | Aokiookamitachi             | Japão     | Kenji Yokoi                   | Hitman                  |
| 2000 | Kamome                      | Japão     | Genji Nakamura                | Agiota                  |
| 1999 | Fubundaisousa               | Hong Kong | Zhang Yinghua                 | Gerente de uma Sexshop  |
| 1998 | Hananoana                   | Japão     | Kzushige Inami                | Rebelde                 |
| 1998 | Genkinokamisama             | Japão     | Genji Nakamura                | Marido                  |
| 1997 | Mamushinokyoudai            | Japão     | Toru Murakawa                 | Mafia                   |
| 1996 | Sadistic Song               | Japão     | Genji Nakamura                | playboy                 |
| 1996 | Saigonoshigoto              | Japão     | Maiko Inoue                   | Ladrão                  |

### Televisão
Novelas
| Ano  | Título                     | Região | Director         | Papel                      |
| ---- | -------------------------- | ------ | ---------------- | -------------------------- |
| 2019 | Binbian bushi haitanghong  | China  | Hui Kaidong      | General Kyujou             |
| 2018 | Growing pains of swordsmen | China  | Shang Jing       | Ninja Hattori              |
| 2017 | Taiwanwangshi              | China  | Cui Liang        | Chefe de Polícia Matsumura |
| 2016 | Sorge                      | Rússia | Sergey Ginzburg  | Imuro                      |
| 2015 | Youchai                    | China  | He Liu, Bai Yang | Shuigu Xinfu               |
| 2015 | Ershisidaoguai             | China  | Zhang Yuzhong    | Dachuan                    |
| 2015 | Tiezaishao                 | China  | Liu Xin          | Gaomu Yiren                |
| 2014 | Fenghuoshuangxiong         | China  | Jin Liangyan     | Heitian zhongxiong         |
| 2013 | Xiaobaohelaocai            | China  | Shang Jing       | Qingtian Dazuo             |
| 2012 | Xuanya                     | China  | Liu Jin          | Saburo Shibuya             |
| 2012 | Shenmirenzhi               | China  | Shao Jinghui     | Songben Wulang             |
| 2012 | Haojiahuo                  | China  | Jian Chuanhe     | Kanji Abe                  |
| 2011 | Dakuaize                   | China  | Gao Jin          | Guitian Cilang             |
| 2011 | Daxifa                     | China  | Wang Shuo        | Wuteng Zhang               |
| 2011 | Jiezhenguochuanqi          | China  | Lei Xianhe       | Jitian                     |
| 2011 | Xingfumanwu                | China  | Jia Yiping       | Mouye                      |
| 2010 | Jieqiang                   | China  | Jiang Wei        | Jiateng Jinger             |
| 2010 | Zhizhewudi                 | China  | Jian Chuanhe     | Yunchuan Xiuyi             |
| 2010 | Woshichuanqi               | China  | Xu Zongzheng     | Heichuan Shuo              |
| 2010 | Chuanjuntuanxuezhandaodi   | China  | Li Shu           | Yedao Canger               |
| 2010 | Tiexuezhonghun             | China  | Zhou Youchao     | Yuantian Duizhang          |
| 2009 | Shengsixian                | China  | Kong Sheng       | Dubian Chunliang           |
| 2009 | Yangguifeimishi            | China  | You Xiaogang     | Daban Gumalv               |
| 2009 | Xuebao                     | China  | Chen Haowei      | Dubian Wu                  |
| 2009 | Watashigakodomodattakoro   | Japão  |                  | Xianbingduiyuan            |
| 2008 | Didaoyingxiong             | China  | Ding Hei         | Shangdao Cilang            |
| 2006 | Caoyuanchunlaizao          | China  | Wang Tao         | Shouji Kanai               |
| 2005 | Iryoushounenyinmonogatari  | Japão  |                  | Camionista                 |
| 2004 | Kekkon                     | Japão  |                  | Jurisprudência Médica      |
| 2003 | Kougenheirasshai           | Japão  |                  | Gerente de Hotel           |
| 2002 | Rakutenseikatsu            | Japão  |                  | Cameraman                  |

## Teatro
| Ano  | Título             | Região | Papel                                | Notas                    |
| ---- | ------------------ | ------ | ------------------------------------ | ------------------------ |
| 2000 | Yukionna           | Japão  | Heikichi                             | Ohme city hall           |
| 1998 | Romeu e Julieta    | Japão  | Família Capuleto, e backstage dancer | Saitama Teatro das Artes |
| 1998 | Jidairomanboukenki | Japão  | Ancestor & Descendant,2Roles         | Teatro Mitaka            |
| 1997 | Princesa Sayo      | Japão  | Agricultor, e backstage dancer       | Zoujou Templo            |
| 1996 | Emperorador Jones  | Japão  | Agiota                               | Saitama Teatro das Artes |

### Musical
| Ano     | Título              | Região | Papel                                     | Notas                                                                        |
| ------- | ------------------- | ------ | ----------------------------------------- | ---------------------------------------------------------------------------- |
| 1998-99 | FLoresta do Kumagon | Japão  | Kumagon & Horosuke,2 papéis -Protagonista | 7 Palcos Regionais (Takasaki,Mattou, Sasebo,Sendai,Kanazawa, Takasago,Chiba) |

### Ballet
| Ano  | Título | Região | Papel            | Notas                    |
| ---- | ------ | ------ | ---------------- | ------------------------ |
| 1997 | Bolero | Japão  | Backstage dancer | Salão Cultural de Tóquio |

## Voice Over
| Media                 | Título                                 | Região | Papel                      | Notas       |
| --------------------- | -------------------------------------- | ------ | -------------------------- | ----------- |
| TV CS                 | Taiken PekinPekinPekin                 | Japão  | Narração                   | 16 episodes |
| TV CS                 | Taiken Pekinpekinpekin 2               | Japão  | Narração                   | 16 episodes |
| TV BS                 | Chugokumenroadwoyuku                   | Japão  | Narração                   | 16 episodes |
| VP                    | Cannon                                 | Japão  | Narração                   |             |
| VP                    | Sharp cell phone                       | Japão  | Narração                   |             |
| VP                    | Feliz Taobao                           | China  | Narração                   |             |
| VP                    | China Lianyungang                      | China  | Narração                   |             |
| VP                    | China Jinmenqiao                       | China  | Narração                   |             |
| VP                    | Cannon                                 | Japão  | Narração                   |             |
| CG animation          | Japanimation                           | U.S.A  | 4 papéis como protagonista |             |
| Filme                 | Dongfengyu                             | China  | Fujiki                     |             |
| Telenovela            | Zhongtiankenjian                       | China  | Takahashi                  |             |
| Telenovela            | Xuebao                                 | China  | Yamamoto                   |             |
| CG Game Soft          | Suikoden                               | Japão  | Narração                   |             |
| Episódio Broadcasting | Introdução ao episódio de Broadcasting | Japão  | Apresentador               |             |

## Televisão/Programa de Rádio
| Media | Título        | Região | Notas     |
| ----- | ------------- | ------ | --------- |
| BMN   | Wozai Beijing | China  | Convidado |
| CCTV  | Diálogo(対話) | China  | Convidado |
| CRI   | Tetsubeya     | China  | Destaque  |

## Carreira de Actividades de Intercâmbio Cultural
Tenma Shibuya apercebe-se da importância do intercâmbio cultural e do mutuo entendimento entre diferentes nacionalidades e culturas com a sua experiência aquando ainda jovem visita os Estados Unidos. Depois de voltar ao Japão, ele usa o seu tempo pessoal para atuar como voluntário em actividades de intercâmbio, começando como professor de Japonês, e professor de danças clássicas Japonesas trabalhando com estrangeiros no Japão, o seu país de nascimento.
Decide depois mudar-se para a China em 2006, onde promove diversos eventos de intercâmbio cultural em Pequim; estabelece em 2009 uma organização sem fins-lucrativos, a Promoção de eventos de intercâmbio Cultural Japão-China (JC-CEP, Japan-China cultural exchange promotion) em Tóquio, com o objetivo de promover actividades de intercâmbio cultural entre o Japão e a China. Como diretor geral, Tenma liderou mais de vinte atividades de intercâmbio cultural, com a frequente cooperação com organizações nacionais, como a Embaixada do Japão, a Fundação do Japão, o Centro de Cultura do Japão e a Sociedade de História das Relações Sino-Japonesas. A sua vontade em promover a comunicação e compreensão entre diferentes culturas é comprovada pelo esforço incessante que demonstrou desde os anos 90.

### Actividades de promoção principais do programa de intercâmbio cultural Japão-China
Abril, 2007
Primeira Conferência da associação cultural Japonesa, a antiga Promoção de Intercâmbio Cultural Japão-China. Tenma participou na conferência como um dos representantes, oferecendo o seu conhecimento e experiência em vários campos profissionais, entre as quais, dança clássica japonesa, cerimônia do chá, arranjo de flores-kado, aikido, karatê, animação, banca desenhada e street dance.
Junho de 2007
Encontro com mais de 40 convidados de diversas nacionalidades e diferentes estratos sociais. Onde debates sobre cultura geral, demonstrações de dança clássica Japonesa, e conferências de animação Japonesa ocorreram.
Julho de 2007
A publicação de Urasenke cerimonia de chá, em colaboração com a revista Super City.
Novembro de 2007
Evento de intercâmbio cultural na capital chinesa Peking, numa das suas mais tradicionais zonas residênciais, Nan luo gu xiang, com conferências com Kitsuke sobre o Quiomono Japonês e street dance.
Fevereiro de 2008
Seminário em Peking sobre cultura japonesa, dirigido a estudantes que planejavam vir a estudar no Japão, organizado pela embaixada do Japão na China.
Conferência e workshop de art e cultura tradicional Japonesa, na escola de línguas Yinghua em Peking.
Março e Abril de 2008
Diversas palestras de sobre cultura Japonesa, organizadas pela embaixada Japonesa na China e pela Fundação Internacional de Intercâmbio Japonês, com a colaboração do centro cultural da embaixada do Japão e a sociedade Histórica Chinesa de relações sino-japonesas.
Títulos das palestras:
Moda Japonesa - Quimono e o contemporâneo
Dança Japonesa - Dança clássica e street dance
Martial arts Japonesas- Kendo, Karatê e Aikido
Cultura pop Japonesa - Banda desenhada, animação e música
Julho de 2008
Tour de promoção japonesa, Campanha distância Zero, organizada pela Organização Nacional de turismo Japonesa.
Setembro de 2008
Festival de dança, com participação de mais de cem pessoas. Bonodori e uma dança tradicional Japonesa. 　
Participação no festival de turismo Japonês no parque Chaoyang, Peking. Com a performance de Tenma com a dança clássica Sukeroku.
Coordenação de uma palestra sobre Kitsuke, introduzindo roupas japonesas, como por exemplo o quimono, e como as usar. Esta actividade foi realizada em Fureainoba, Changchun China, e organizada pe Fundação Internacional de intercâmbio Japonês.
Março e Junho de 2009
Segunda fase de palestras sobre cultura Japonesa, no centro cultural Japonês em Pequim. Palestras organizadas pela promoção cultural de intercâmbio Japão-China e a Fundação Internacional de intercâmbio Japonês. Dez palestras na duração de cinco dias.
Títulos das palestras:
Animação Japonesa
Música pop
Chá
Doçes Japoneses
Moda Japonesa
Maquilhagem Japonesa
Arquitetura Japonesa e
Design de interior Japonês
Sake
Cozinha JaponesaMaio de 2009
Estabelecimento da Tenma-kai, um grupo feminino de dança clássica Japonesa com participação de dançarinas tanto Chinesas como Japonesas. Organizado por Tenma, o grupo fez parte do Festival de Intercâmbio Cultural, organizado pela Associação Japonesa da Universidade de Pequim e a Associação de Intercâmbio Chino-Japonesa.
Outobro de 2009
Participação na actividade de intercâmbio cultural Japão-China organizado por Manbu. Com performances de palco e voluntários, organizada pela promoção de intercâmbio cultural Japão-China.
Novembro de 2009
Reunião com Mr. Li Dechun, um famoso Professor Chinês de literatura Japonesa. Como representante da promoção de intercâmbio cultural Japão-China, Tenma troca pontos de vista sobre  o intercâmbio existente entre a China e o Japão com Mr. Li, professor que mais tarde se vem a tornar um conselheiro especial na Promoção de Intercâmbio Cultural Japão-China.
Visita ao set do filme Eergunaheyouan, um filme sobre uma das minorias étnicas chinesas fundado pelo Euriasian Club.
Maio de 2012
Reunião com colegas de faculdade, no qual Tenma realiza uma palestra sobre o intercâmbio cultural no cinema e televisão. Onde performa ainda uma canção original Pengyou em guitarra acústica.
28 de Julho de 2012
Evento de intercâmbio cultural Japão-China, “Souka! – 搜卡, reunião que pretende promover o intercâmbio cultural entre o Japão e a China ouvindo a experiências vividas por diferentes pessoas.” Celebrando o 40º aniversário da normalização das relações Sino-Japonesa, a Promoção de Intercâmbio Cultural Japão-China organiza o evento em colaboração com o centro de Cultura da Embaixada Japonesa e a Sociedade Histórica de relações Sino-Japonesas. Neste evento surgem dois convidados especiais, Mr.Yiji Miyauchi e Mr. Liu Xinhua que partilham com a audiência os seus pontos de vistas e experiências pessoais.
Outubro de 2012
Performance de dança clássica Japonesa na “Expo 2010 de Intercâmbio Sino-Japão”, no centro de convenções Nacional Chinês. Tenma dirigiu a dança do evento celebrando o 40º aniversário da normalização das relações Sino-Japonesas.
Março de 2013
Exibição e workshop sobre Ikebana, arranjos tradicionais de flores Japonês, no Centro cultural Japonês em Pequim. O evento, que durou dois dias, foi dirigido por Koyyu bi ・Seikai, e organizado pelo Centro de Intercâmbio Cultural Japão-China. Aproximadamente 150 convidados compareceram ao evento, que com o apoio do  Centro Cultural de Informações da Embaixada Japonesa e a Sociedade Histórica de Relações Sino-Japonesas. Este evento vem desde 2013 a ser uma actividade anual.

1. ↑  http://www.szjqz.com/actor/22121.html
2. ↑  http://news.163.com/11/0321/03/6VL1HUNP00014AED.html
3. 1 2 3  https://xw.qq.com/amphtml/20150723038263/ENT2015072303826300
4. 1 2 3 4 5  http://www.xc27.com/ent/ndxw/2016-04-15/17853.html
5. ↑  http://people.mtime.com/1723715/
6. ↑  http://www.xinhuanet.com/ent/2015-07/08/c_127998215.htm
7. ↑  https://xw.qq.com/amphtml/20140530030497/CDC2014053003049700
8. ↑  http://fashion.ifeng.com/a/20140530/40014486_0.shtml
9. ↑  http://www.citirealty.com.cn/news_195.html
10. ↑  http://fashion.ifeng.com/a/20140619/40019205_0.shtml
11. ↑  http://www.orgcc.com/news/2015/04/73036.html?from=singlemessage&isappinstalled=0
12. ↑  http://www.orgcc.com/news/2015/07/77140.html
13. ↑  http://www.xinhuanet.com/ent/2015-07/15/c_128023127.htm
14. ↑  http://ent.163.com/15/0710/17/AU69C2V400034OGT.html#from=relevant#xwwzy_35_bottomnewskwd
15. ↑  http://www.xinhuanet.com/ent/2015-07/29/c_128072010.htm
16. ↑  http://ent.chinadaily.com.cn/2015-06/30/content_21142495.htm
17. ↑  http://www.xinhuanet.com/ent/2015-06/30/c_127968055.htm
18. ↑  http://www.dzwww.com/yule/yulezhuanti/yanpo/201702/t20170213_10937309.htm?from=groupmessage&isappinstalled=0
19. ↑  https://mp.weixin.qq.com/s?__biz=MzA5MDY3ODYwNQ==&mid=2650457471&idx=2&sn=dda86d3fb030313537fb0efc8fbe2d17&pass_ticket=7Yfkk2uKe2LNmPGCrQsiWevVRxCrkIWSw%2BPZtYZYxRU4GNiH9Mx6WAyneNrO6JFp
20. ↑  https://web.archive.org/web/20170330005106/http://www.sznews.com/ent/content/2017-02/13/content_15264807.htm
21. ↑  https://www.imdb.com/name/nm4600309/
22. ↑  https://www.ijq.tv/mingxing/2708.html
23. 1 2 3  https://www.weblio.jp/wkpja/content/%E6%B8%8B%E8%B0%B7%E5%A4%A9%E9%A6%AC_%E6%B8%8B%E8%B0%B7%E5%A4%A9%E9%A6%AC%E3%81%AE%E6%A6%82%E8%A6%81#映画